# Anthonij Aardewijn
Anthonij Aardewijn (auch Anthony Aardewijn, Anthony Aardewyn; * (getauft) 23. Februar 1698 in Amsterdam; † (beerdigt) 18. August 1771 ebenda) war ein niederländischer Maler.
Von 1722 bis 1723 erhielt er den Auftrag zur Bemalung und Vergoldung der 1721 errichteten und zu der Zeit größten Barockorgel von Arp Schnitger in der Sint-Michaëlskerk in Zwolle mit den Schnitzarbeiten der Bildhauer Jurriën Westerman, Herman van der Borgh und Herman Weideman. Am 25. März 1723 erlangte er in Amsterdam das Eherecht und heiratete Maria van den Bosch (1703–1756), am 4. August 1723 erwarb er, Dank des in Zwolle erworbenen Verdienstes, das Bürgerrecht von Amsterdam und im September 1723 wurde er nach Zahlung der Malersteuer in die Malergilde aufgenommen, was ihm die Möglichkeit öffentlicher Aufträge eröffnete. So war er 1739 an der Ausgestaltung des Jongenshuis (Burgerweeshuis in der Kalverstraat, heute das Amsterdam Museum) beteiligt, für die er nach Archivunterlagen „einen hohen Betrag“ erhielt. Aardewijn wohnte in der Reestraat und vermachte laut Testament von 1757 das Haus nach kinderloser Ehe seiner Stiefschwester, die in die Amsterdamer Familie der Idsert eingeheiratet hatte.